# إدوين بيرن
إدوين بيرن (بالإنجليزية: Edwin Byrne) هو كاهن كاثوليكي وضابط أمريكي، ولد في 9 أغسطس 1891 في فيلادلفيا في الولايات المتحدة، وتوفي في 26 يوليو 1963 في سانتا فيه في الولايات المتحدة.